# 省 (中華民国)

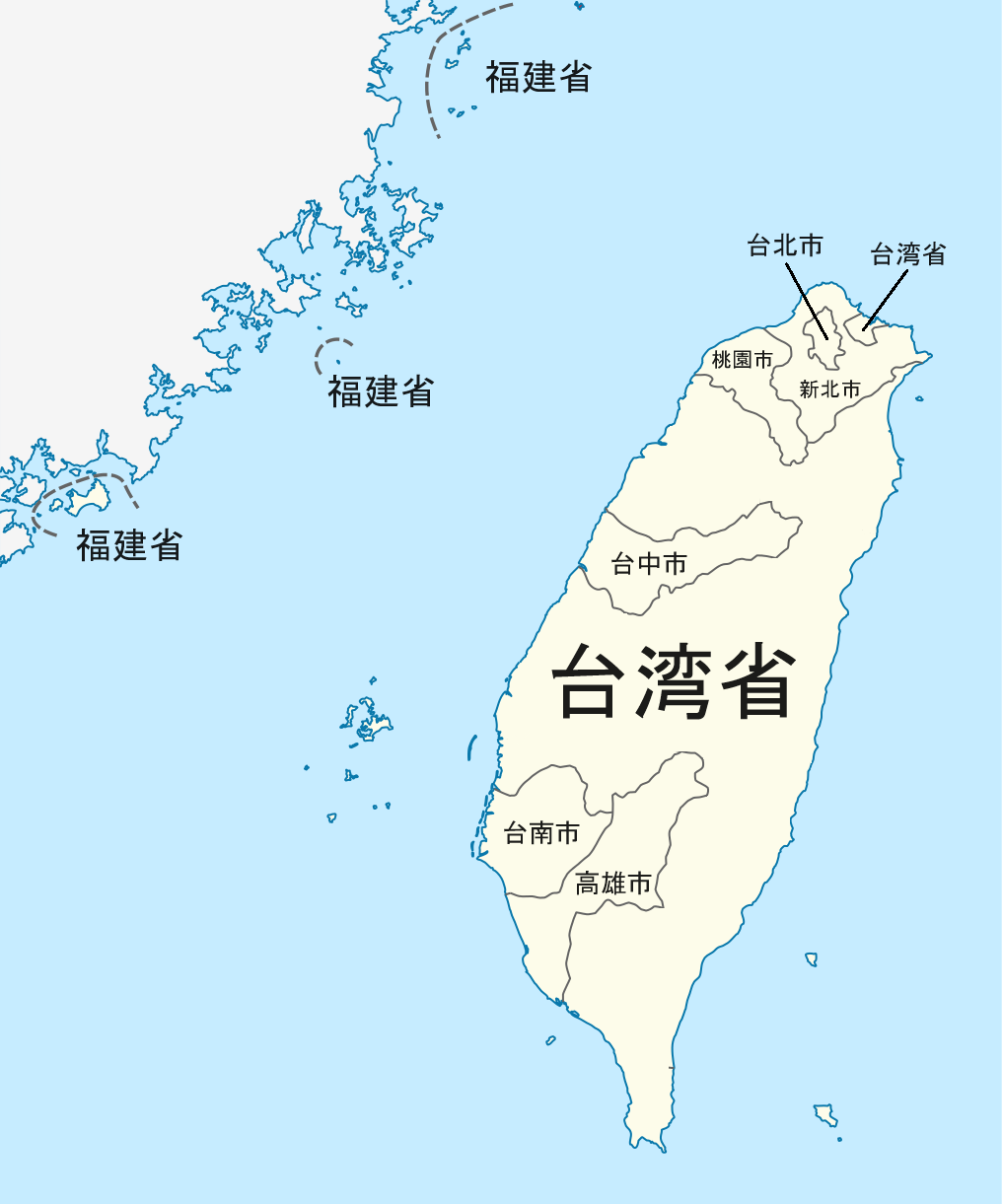
2024年現在の中華民国の第一級行政区画（省、直轄市）

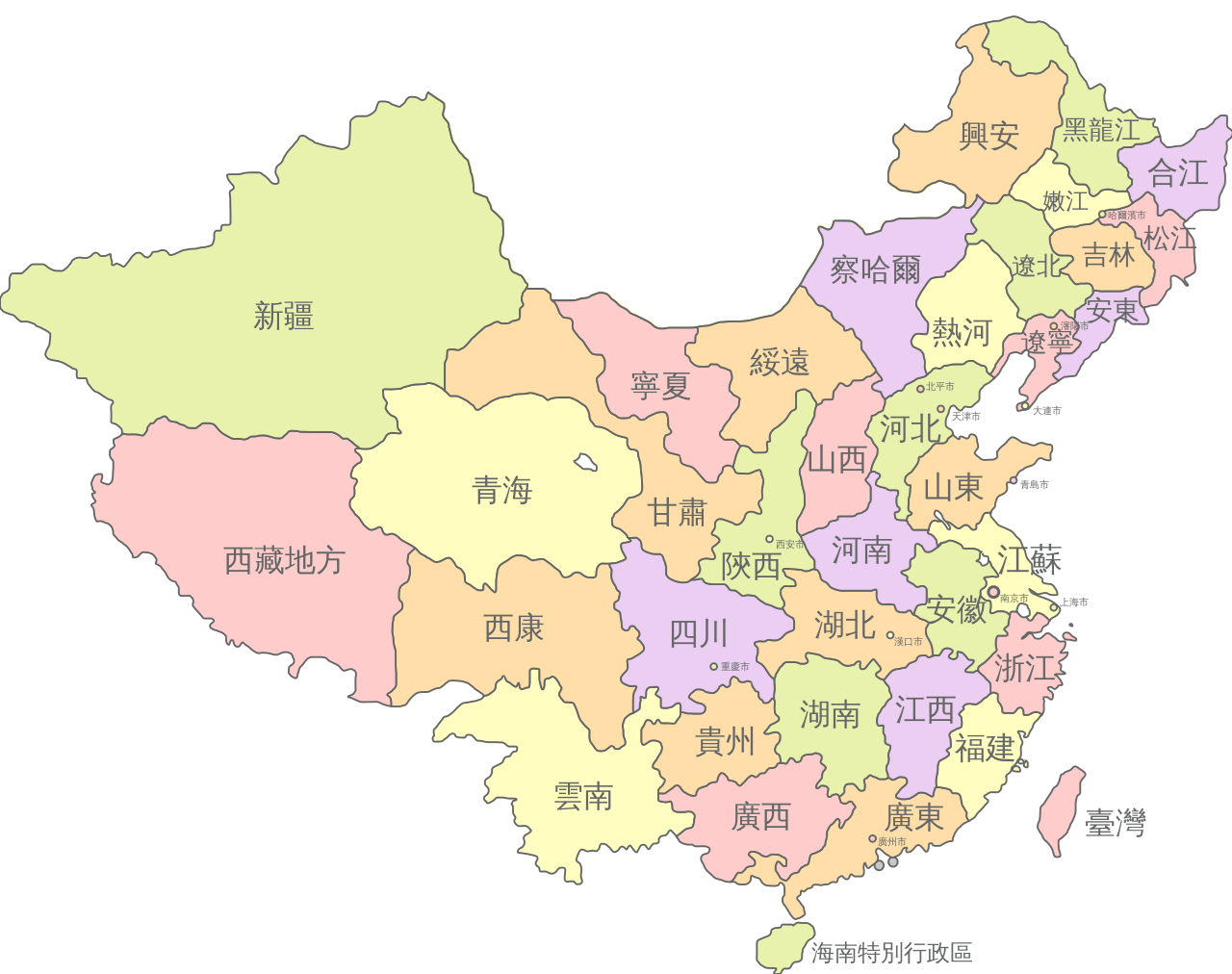
政府の台湾移転時点（1949年）での中華民国の第一級行政区画（省、院轄市、特別行政区、地方）

省（しょう、英語: Province）は、中華民国の第一級行政区画である。2024年（民国113年）時点で中華民国政府が実効支配している地域（台湾地区）には、台湾省と福建省の2省が存在する。
現行の制度では省は「地方自治団体」（地方政府）の地位を有さず、名目上のみ存在する区分となっている。

## 概要
1912年（民国元年）の中華民国成立時点では清朝から継承した22省が存在したが、1949年（民国38年）の中華民国政府の台湾移転時点には35省まで増加していた。大陸統治時代の中華民国における省は主要な第一級行政区画であり、当初は漢民族居住地（内地）を中心に設置されていた省は、最終的に蒙古（外モンゴル）と西蔵（チベット）を除く中国全土に設置された。
1940年代後半、中国国民党率いる中華民国政府は第二次国共内戦で中華人民共和国を成立させた中国共産党に敗れて大陸地区（中国大陸）を喪失したため、実効支配下に置いている省の数も激減した。1955年（民国44年）に浙江省の大陳島を放棄した後、残った省は台湾・澎湖を管轄する台湾省と、金門・烏坵・馬祖を管轄する福建省の2省のみとなった。1967年（民国56年）以降、台湾省内の複数の省轄市や県が院轄市に移行して行政院の直轄地域となったため、台湾省の管轄地域は縮小した。
大陸地区の喪失以降、台湾省政府の統治地域は中華民国政府の統治地域（台湾地区）の大部分を占めるようになり、両政府の権限や業務内容が過度に重複する状態が続いた。この行政上の無駄を解消するために1997年（民国86年）に「中華民国憲法増修条文」が改正され、省政府の「地方自治団体」（地方政府）としての機能が凍結された（台湾省政府功能業務・組織調整）。これによって民選の省長および省議会議員は官選の省政府主席および省諮議員に取って代わられ、事実上行政院の出先機関となった。そして2018年（民国107年）、行政院は台湾省政府・台湾省諮議会・福建省政府の新年度の予算配分をゼロとすることを発表し、台湾省政府・台湾省諮議会・福建省政府は事実上廃止されて、各省級機関の業務と職員は、中央政府の各機関に移管された。これにより、台湾省と福建省は実体を有さない名目上の行政区画となった。

## 沿革

### 大陸統治時代

#### 北京政府時代
1912年の中華民国成立時、省の区分は清朝時代のものを踏襲した。北京政府は、22の省の他に熱河、察哈爾、綏遠、川辺の4特別区、京兆、西蔵、蒙古、青海の4地方、阿爾泰、塔爾巴哈台、伊犁の3地区を設置した。省の下には道、道の下には県が設置された。
| 01 | 直隸省   | 07 | 山西省 | 13 | 湖北省 | 18 | 四川省 |
| 02 | 奉天省   | 08 | 江蘇省 | 14 | 湖南省 | 19 | 広東省 |
| 03 | 吉林省   | 09 | 安徽省 | 15 | 陝西省 | 20 | 広西省 |
| 04 | 黒竜江省 | 10 | 江西省 | 16 | 甘粛省 | 21 | 雲南省 |
| 05 | 山東省   | 11 | 福建省 | 17 | 新疆省 | 22 | 貴州省 |
| 06 | 河南省   | 12 | 浙江省 |    |        |    |        |

#### 中国国民党政権時代
中国国民党率いる国民政府による北伐が完了した1928年（民国17年）、奉天省は遼寧省に改称された。直隷省と京兆地方は統合されて河北省となった。熱河特別区、察哈爾特別区、綏遠特別区、川辺特別区、青海地方はそれぞれ熱河省、察哈爾省、綏遠省、西康省に改編された。甘粛省のうち、かつて寧夏道に属した地域に寧夏省が設置された。同省西寧道に属した地域は青海地方と統合されて青海省となった。これにより、省の数は28に増加した。これに加えて東省、威海衛の2行政区や院轄市が第一級行政区画として設置された。
国民政府は孫文が作成した「国民政府建国大綱」に基づいて「中華民国訓政時期約法」を制定した。約法の規定に基づいて地方制度は省と県の2段階に改められて道は廃止され、代わりに省と県の中間の機関として行政督察区が設置された。
1945年（民国34年）に日中戦争が終結すると、国民政府は「東北新省区方案」に基づいて中国東北部（旧：満洲国）に既存の3省（遼寧、吉林、黒竜江）に加えて遼北、安東、合江、松江、嫩江、興安の6省を新設した。また、日本から台湾を接収して台湾省を設置し、台湾省行政長官公署を置いて陳儀を行政長官に任命した。1947年（民国36年）に二・二八事件が勃発すると、同年5月16日に台湾省行政長官公署は台湾省政府に改編された。1949年（民国38年）、広東省から海南島と南海諸島を分離させて海南特別行政区を設置し、陳済棠を行政長官に任命した。
| 政府の台湾移転時点（1949年）での中華民国の省 | 政府の台湾移転時点（1949年）での中華民国の省 | 政府の台湾移転時点（1949年）での中華民国の省 | 政府の台湾移転時点（1949年）での中華民国の省 | 政府の台湾移転時点（1949年）での中華民国の省 | 政府の台湾移転時点（1949年）での中華民国の省 | 政府の台湾移転時点（1949年）での中華民国の省 | 政府の台湾移転時点（1949年）での中華民国の省 | 政府の台湾移転時点（1949年）での中華民国の省 | 政府の台湾移転時点（1949年）での中華民国の省 | 政府の台湾移転時点（1949年）での中華民国の省 |
| 編号                                         | 省名                                         | 略称                                         | 省都                                         | 地理大区                                     |                                              | 編号                                         | 省名                                         | 略称                                         | 省都                                         | 地理大区                                     |
| -------------------------------------------- | -------------------------------------------- | -------------------------------------------- | -------------------------------------------- | -------------------------------------------- | -------------------------------------------- | -------------------------------------------- | -------------------------------------------- | -------------------------------------------- | -------------------------------------------- | -------------------------------------------- |
| 01                                           | 江蘇省                                       | 蘇                                           | 鎮江県                                       | 華中                                         | 19                                           | 陝西省                                       | 陝                                           | 西安市                                       | 華北                                         |                                              |
| 02                                           | 浙江省                                       | 浙                                           | 杭州市                                       | 華中                                         | 20                                           | 甘粛省                                       | 甘                                           | 蘭州市                                       | 華北                                         |                                              |
| 03                                           | 安徽省                                       | 皖                                           | 合肥県                                       | 華中                                         | 21                                           | 寧夏省                                       | 寧                                           | 銀川市                                       | 華北                                         |                                              |
| 04                                           | 江西省                                       | 贛                                           | 南昌市                                       | 華中                                         | 22                                           | 青海省                                       | 青                                           | 西寧市                                       | 西部                                         |                                              |
| 05                                           | 湖北省                                       | 鄂                                           | 武昌市                                       | 華中                                         | 23                                           | 綏遠省                                       | 綏                                           | 歸綏市                                       | 塞北                                         |                                              |
| 06                                           | 湖南省                                       | 湘                                           | 長沙市                                       | 華中                                         | 24                                           | 察哈爾省                                     | 察                                           | 張垣市                                       | 塞北                                         |                                              |
| 07                                           | 四川省                                       | 川                                           | 成都市                                       | 華中                                         | 25                                           | 熱河省                                       | 熱                                           | 承徳県                                       | 塞北                                         |                                              |
| 08                                           | 西康省                                       | 康                                           | 康定県                                       | 西部                                         | 26                                           | 遼寧省                                       | 遼                                           | 瀋陽市                                       | 東北                                         |                                              |
| 09                                           | 福建省                                       | 閩                                           | 福州市                                       | 華南                                         | 27                                           | 安東省                                       | 安                                           | 通化市                                       | 東北                                         |                                              |
| 10                                           | 台湾省                                       | 台                                           | 台北市                                       | 華南                                         | 28                                           | 遼北省                                       | 洮                                           | 遼源県                                       | 東北                                         |                                              |
| 11                                           | 広東省                                       | 粵                                           | 広州市                                       | 華南                                         | 29                                           | 吉林省                                       | 吉                                           | 吉林市                                       | 東北                                         |                                              |
| 12                                           | 広西省                                       | 桂                                           | 桂林市                                       | 華南                                         | 30                                           | 松江省                                       | 松                                           | 牡丹江市                                     | 東北                                         |                                              |
| 13                                           | 雲南省                                       | 滇                                           | 昆明市                                       | 華南                                         | 31                                           | 合江省                                       | 合                                           | 佳木斯市                                     | 東北                                         |                                              |
| 14                                           | 貴州省                                       | 黔                                           | 貴陽市                                       | 華南                                         | 32                                           | 黒竜江省                                     | 黒                                           | 北安市                                       | 東北                                         |                                              |
| 15                                           | 河北省                                       | 冀                                           | 清苑県                                       | 華北                                         | 33                                           | 嫩江省                                       | 嫩                                           | 齊齊哈爾市                                   | 東北                                         |                                              |
| 16                                           | 山東省                                       | 魯                                           | 済南市                                       | 華北                                         | 34                                           | 興安省                                       | 興                                           | 海拉爾市                                     | 東北                                         |                                              |
| 17                                           | 河南省                                       | 豫                                           | 開封県                                       | 華北                                         | 35                                           | 新疆省                                       | 新                                           | 迪化市                                       | 西部                                         |                                              |
| 18                                           | 山西省                                       | 晋                                           | 太原市                                       | 華北                                         |                                              |                                              |                                              |                                              |                                              |                                              |

### 台湾時代
1949年12月7日、第二次国共内戦で中華人民共和国を成立させた中国共産党に敗れた中華民国政府は台湾に撤退した。当時、中華民国が実効支配していたのは台湾省の全域および江蘇省、浙江省、福建省、広東省、雲南省、西康省、海南特別行政区の全域または一部のみであった。1955年（民国44年）の大陳島撤退以降、中華民国の実効支配地域は台湾、澎湖、金門、烏坵、馬祖、東沙諸島、中洲島、太平島（台湾地区）に限られ、台湾省と福建省の2省のみが残った。
当初、台湾省の管轄区域は台湾地区の99%以上の面積を占めていた。しかしその後、省内の6市が院轄市に昇格して省から離脱したため、2024年（民国113年）現在では面積は69.38%、人口は29.65%までに縮小した。

#### 虚省化
大陸地区の喪失以降、台湾省政府の統治地域は中華民国政府の統治地域の大部分を占めるようになり、両政府の権限や業務内容が過度に重複する状態が続いた。
このため、大陸地区を含む中国全土を統治する前提で構築されていた地方制度を、台湾地区のみを統治している現状に合わせた形に改める必要性が徐々に高まりつつあった。
1996年（民国85年）、台湾地区住民による直接選挙で総統に再選した李登輝は与野党や各界の民間人を招集して国家発展会議を開催した。会議では国の将来について話し合われたが、その中でも注目を集めた議題が「省の廃止」だった。議論の結果、国家発展会議は省制度の合理化を決議した。
1997年（民国86年）、国家発展会議での合意に基づき、国民大会によって「中華民国憲法増修条文」の改正が決議され、翌1998年（民国87年）に実施された。1999年（民国88年）には「省県自治法」と「直轄市自治法」が廃止されて新たに「地方制度法」が制定され、地方制度が再編された。これらの「虚省化」と呼ばれる改革によって省は「地方自治団体」（地方政府）の地位を削除され、地方自治機能を失った。省政府は公法人としての地位こそ維持されたものの、政策制定権や人事権は中央政府（行政院）が掌握したため、事実上行政院の出先機関となった。また、省の管轄下にあった県や市の地方政府は行政院の直接管轄下に置かれ、主に内政部による監督を受けることになった。
虚省化によって台湾省政府の組織は大幅に縮小され、台湾省議会は台湾省諮議会に改組されて立法機関から諮問機関に変化し、いずれも大幅に機能が縮小された。一方、両岸対立の最前線である福建省（金馬地区）では、1956年（民国45年）から1992年（民国81年）までの間、戦地政務委員会による軍政が実施されていた。そのため福建省政府は組織を縮小して台湾省台北県新店郷（現：新北市新店区）に移転し、事実上行政機能を失っていた。戦地政務が終了して間もなく虚省化が実施されたため、福建省政府の機能は縮小されたままだった。なお、福建省には省議会が設置されたことがなかった。

#### 去任務化
2018年（民国107年）3月20日、行政院長の頼清徳は立法院での質疑において、立法委員に対し「未だに台湾省政府の組織が存続しているのは異常である」、「来年度（民国108年・2019年）の省政府の予算をゼロとしたい」などと答弁した。6月28日、頼清徳は省級機関（台湾省政府・台湾省諮議会・福建省政府）の「去任務化」を発表した。それによると、各省級機関の新年度予算はゼロとされて事実上廃止され、業務は中央政府の各機関に移管されることになった。同年7月1日をもって台湾省政府の全ての業務は国家発展委員会に、台湾省諮議会の全ての業務は立法院に移管された。また、同年12月31日には福建省政府の全ての業務が行政院の出先機関である金馬連合服務中心に移管された。
一連の「去任務化」によって、2018年7月1日に台湾省政府主席の呉沢成、2019年（民国108年）1月14日に福建省政府主席の張景森、同年6月10日に台湾省諮議会諮議長の鄭永金が総統の蔡英文が署名した総統令によってそれぞれ免職された。
各省級機関は実態を有さなくなったが、「中華民国憲法増修条文」や「地方制度法」などの法律に省級機関の組織に関する規定が残っているため、現在も名目上存続している。台湾独立派の中には、「憲法増修条文」を改正して正式に省を廃止することを主張する者も存在する。彼らは、行政院がそのような過程を経ずに「実質的」に省を廃止したことに対し、法律で定められている組織の予算を組まない、職員を任命しないなどの行為は違憲である可能性があると主張している。

## 現況
| 中華民国自由地区（台湾地区）の省（2024年1月） | 中華民国自由地区（台湾地区）の省（2024年1月） | 中華民国自由地区（台湾地区）の省（2024年1月） | 中華民国自由地区（台湾地区）の省（2024年1月） | 中華民国自由地区（台湾地区）の省（2024年1月） | 中華民国自由地区（台湾地区）の省（2024年1月） | 中華民国自由地区（台湾地区）の省（2024年1月） | 中華民国自由地区（台湾地区）の省（2024年1月） | 中華民国自由地区（台湾地区）の省（2024年1月） | 中華民国自由地区（台湾地区）の省（2024年1月） |
| 省名                                          | 地図                                          | 略称                                          | 行政機関                                      | 首長                                          | 諮議機関                                      | 人口（人）                                    | 面積（km²）                                   | 人口密度（人/km²）                            | 下位行政区画                                  |
| --------------------------------------------- | --------------------------------------------- | --------------------------------------------- | --------------------------------------------- | --------------------------------------------- | --------------------------------------------- | --------------------------------------------- | --------------------------------------------- | --------------------------------------------- | --------------------------------------------- |
| 台湾省                                        |                                               | 台                                            | 台湾省政府                                    | 台湾省政府主席                                | 台湾省諮議会                                  | 6,944,754                                     | 25,110.0037                                   | 276.57                                        | 11県3市                                       |
| 福建省                                        |                                               | 閩                                            | 福建省政府                                    | 福建省政府主席                                | なし                                          | 158,207                                       | 180.4560                                      | 876.71                                        | 2県                                           |

- 「去任務化」を経て上記の省級機関は事実上機能を停止したが、「中華民国憲法増修条文」に組織の規定が残っているため名目上存続している。
- 「中華民国憲法増修条文」と「地方制度法」の規定によれば省は非地方自治団体であり、省政府と省諮議会を有する。省政府は行政院の出先機関であり、以下の業務を取り扱う。

1. 県・市の自治を監督する。
2. 省政府の行政事務を行う。
3. その他法令で許可された事項または行政院が指示した事項を行う。

- 1998年以降、省政府と省諮議会の組織構成は「台湾省政府功能業務・組織調整暫行条例」の規定に基づいていたが、同法は2005年（民国94年）末に廃止され、「台湾省政府組織規程」、「台湾省諮議会組織規程」、「福建省政府組織規程」に置き換えられた。2018年に省級機関の「去任務化」が行われたが、これらの組織規程は廃止されていない。